# Honorowi Członkowie NSZZ „Solidarność”
Honorowi Członkowie NSZZ „Solidarność” – Solidarni z Solidarnością – wyróżnienie przyznawane przez NSZZ „Solidarność”.
Wyróżnienie jest przyznawane przez Krajowy Zjazd Delegatów NSZZ „Solidarność”. Wnioski o nadanie tytułu rozpatruje Kapituła Tytułu Honorowy Członek NSZZ „Solidarność”, 
Krajowy Zjazd Delegatów NSZZ „Solidarność” może nadać tytuł: Honorowy Członek NSZZ „Solidarność” osobie nieposiadającej prawa do zrzeszania się w NSZZ „Solidarność”, jeżeli dochowuje ona wierności ideałom „Solidarności” i spełnia co najmniej jeden z następujących warunków:
- Nie będąc członkiem Związku, udzielała znaczącego wsparcia i pomocy NSZZ „Solidarność”.
- Przed utratą prawa zrzeszania się w związku zawodowym, będąc członkiem NSZZ „Solidarność” poniosła na jego rzecz znaczące zasługi.
- Czynnie wspierała działalność NSZZ „Solidarność” na terenie Polski lub poza jej granicami.
- Była represjonowana przez władze komunistyczne za działalność na rzecz NSZZ „Solidarność”.

Osoba, której przyznano tytuł Honorowy Członek NSZZ „Solidarność”, otrzymuje: legitymację Honorowego Członka NSZZ „Solidarność” i odznakę honorowego członka związku.
W 1995 przyznano tytuł 16 osobom, a dekoracja odbyła się podczas uroczystego posiedzenia Komisji Krajowej NSZZ „Solidarność” w dniu 30 sierpnia 1995 w Gdańsku (nie wszyscy wyróżnieni przybyli): ks. abp Ignacy Tokarczuk, ks. bp Edward Frankowski, ks. Adam Sudoł, br. Jakub Nowak (kapucyn z Krosna), ks. Witold Andrzejewski, o. Stefan Dzierżek, o. Stefan Miecznikowski, ks. kan. Jan Hryniewicz, ks. Hilary Jastak, ks. inf. Mieczysław Józefczyk, ks. kan. Józef Sanak, Stefan Nędzyński, Jan Kułakowski, Jan Seniuta, John Vanderveken, Jean-Marie Lepage.